# 単板ガラス

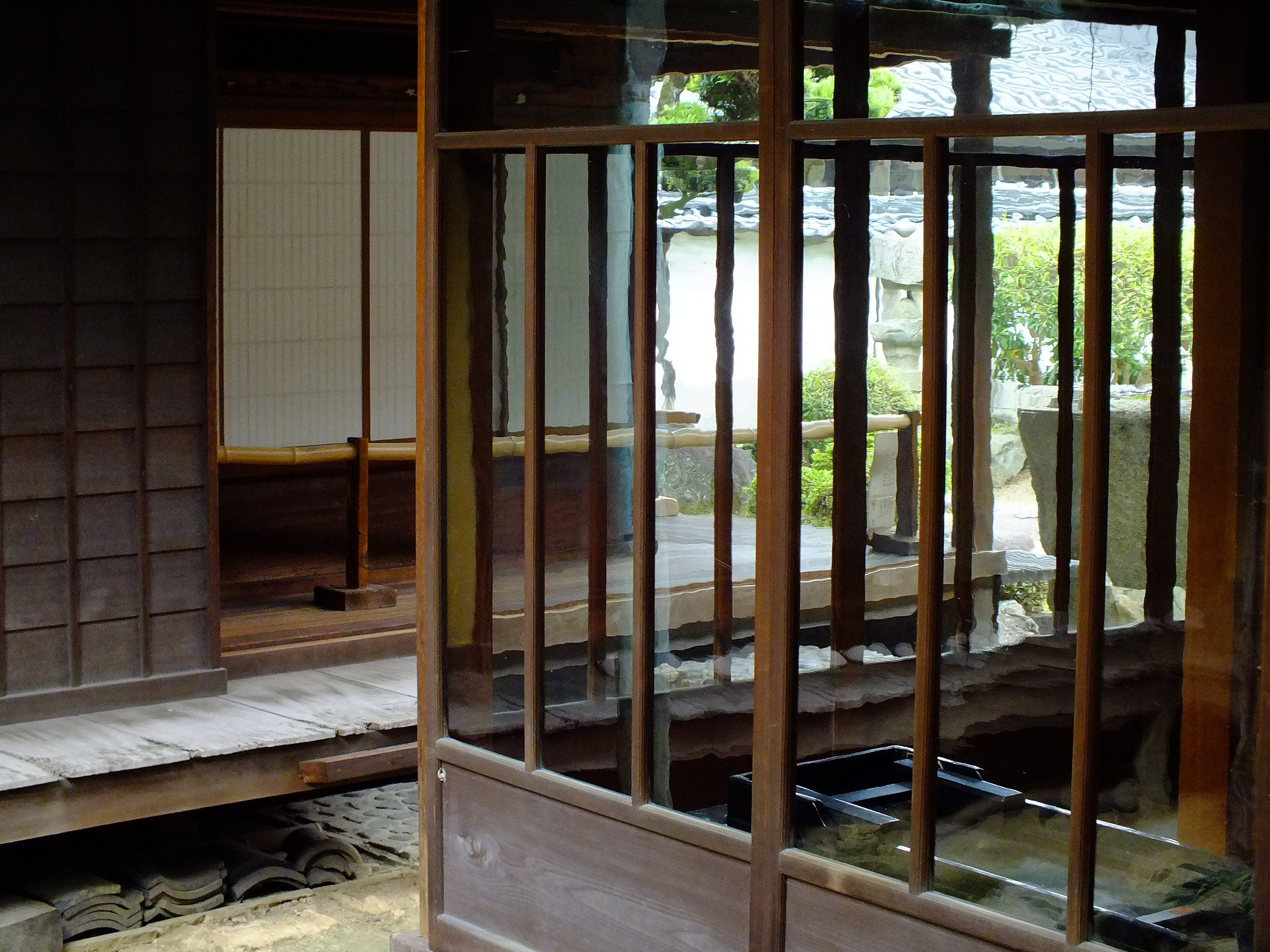
1918年（大正7年）竣工の旧来住家住宅に使用されている板ガラス。透過した景色がゆらゆらと歪んで見える

単板ガラス（たんばんガラス）とは、複数枚の板ガラスにより構成される複層ガラスに対して、単一の板ガラスを指す工業用語。
かつては、板ガラスといえばすなわち単板ガラスの事だったが、複層ガラスが普及したため、一枚だけの板ガラスを区別するため単板ガラスと呼ぶようになった。

## 歴史
現存する世界最古の単板ガラスは、紀元前8世紀頃にイタリアのポンペイで、大浴場の窓に使われていた「鋳造法」によるものとされている。4 - 7世紀頃、シリアの「吹きガラス」技法が発展して「クラウン法」（吹き筒を手で回転させ、遠心力で円盤状にする）が生まれ、透明度のある窓ガラスが実現する。
17世紀の末にはフランスのサンゴバンで大がかりな鋳造法が実用化し、大きな磨きガラスが何枚も、ヴェルサイユ宮殿の鏡の間に用いられている。
その後、産業革命下のイギリスでは、円筒形に吹いたガラスを切り開いて平面にする「円筒法」による大量生産が可能となり、クリスタルパレスも建造された。開国後の日本でも、近代建築に板ガラスが多用されたが、高価な輸入品だった。1909年(明治42年)、旭硝子が当時の主な輸入先だったベルギーから円筒法の技術を導入し、国産化に向けての動きを起こしていた。円筒法は徐々に機械化され、第一次世界大戦の余波で1914年（大正3年）にガラスの輸入が全面停止となった前後に、本格的な国産化が進んだという。

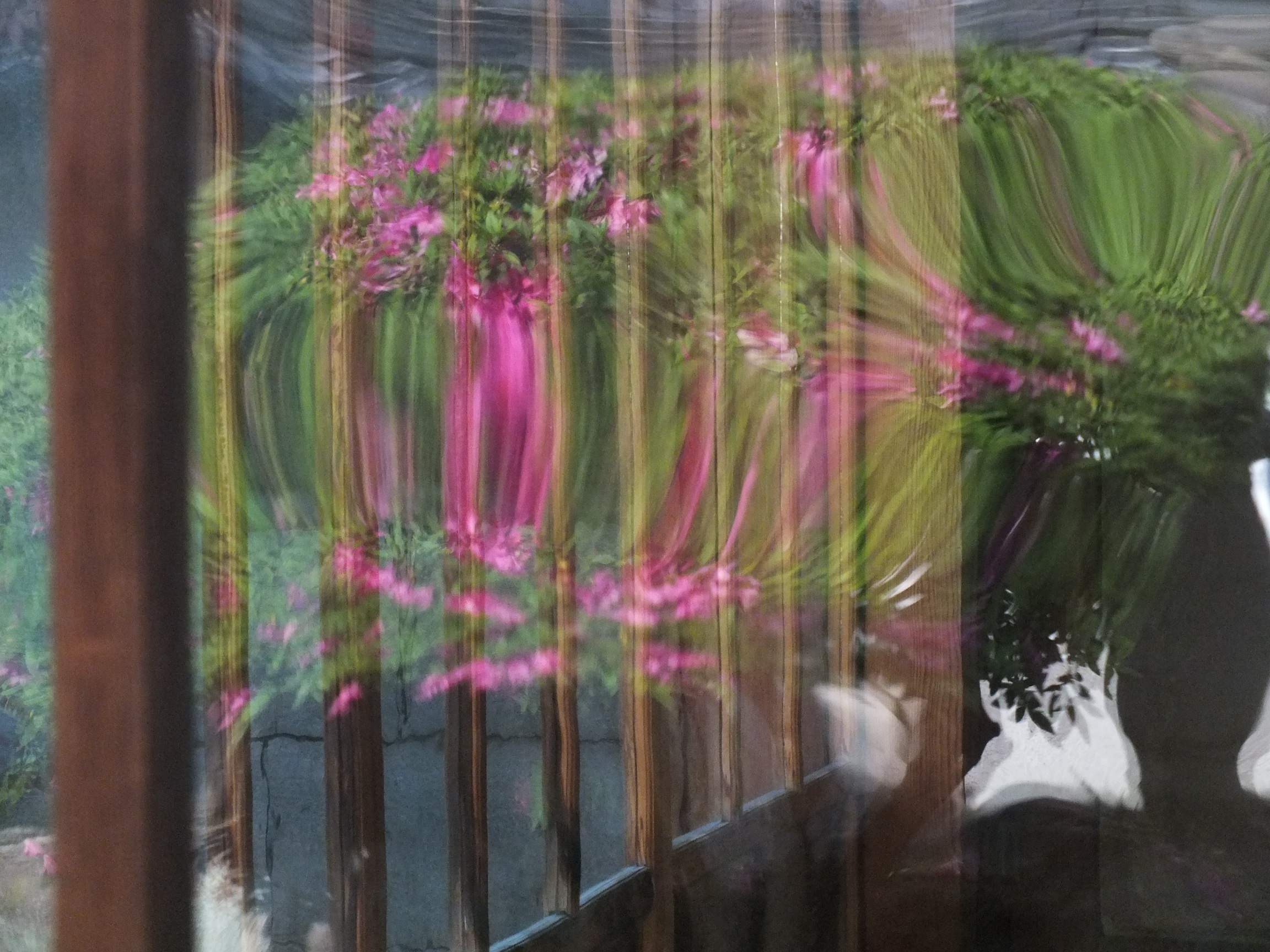
旧来住家住宅の板ガラスに映るツツジなどの5月の花。フロートガラス以前の技術で作られたこれらのガラスは俗に「ゆらゆらガラス」と言われる。

1915年ごろ、ベルギーのフルコールによる「フルコール法」、アメリカのコルバーンによる「コルバーン法」が実用化され、溶解したガラスから、直接板状のガラスを垂直引き上げで製造出来るようになった。
日本では1920年（大正9年）に日本板硝子がコルバーン法を導入、生産開始している。昭和初期にかけ、この薄い板ガラスを障子にはめる事が流行し、需要も拡大していった。
1920年代にアメリカ合衆国でロール法が、さらに1950年にはイギリスで、磨き工程が不要で平滑性に優れた「フロート法」が開発され、大型の高透過ガラスの製造が可能になった。
日本でも1965年（昭和40年）から導入が進み、単板ガラスはフロートガラスへと移行していった。

## 特徴
具体的な用途としては、住宅の建具、家具、自動車などが挙げられる。複層ガラスより安価だが、開口部に利用した場合、断熱性が悪く結露が発生しやすく、居住性の低下につながる。防音性には期待できないが、厚みを増すことによりある程度の対処ができる。
近年は、防犯性の高い合わせガラスや断熱性が高く結露が発生しにくい複層ガラスが増加している。鉄道車両に於いては、以前は多く利用されていたが複層ガラスの低価格化により近年は余り用いられていない。